# روس باورز (متزلج على الثلوج)
روس باورز (بالإنجليزية: Ross Powers)‏ هو متزلج على الثلوج أمريكي، ولد في 10 فبراير 1979 في بينينغتون في الولايات المتحدة.

## وصلات خارجية
- روس باورز على موقع الاتحاد الدولي للتزلج (ركوب لوح الثلج) (الإنجليزية)
- روس باورز على موقع اللجنة الأولمبية الدولية (الإنجليزية)
- روس باورز على موقع أوليمبيديا (الإنجليزية)
- روس باورز على موقع اللجنة الأولمبية والبارالمبية الأمريكية (الإنجليزية)
- روس باورز على موقع ألعاب إكس (مؤرشف) (الإنجليزية)